# Zoltán Supola
Zoltan Supola (Dunaújváros, 25 de setembro de 1970) foi um ginasta que competiu em provas de ginástica artística pela Hungria. 
Supola iniciou-se nas competições pela Hungria, aos dezesseis anos, no Campeonato Europeu Júnior, no qual terminou na 27ª colocação. Dois anos mais tarde, no mesmo evento, subiu quinze posições, ao atingir nota para ocupar o 12º lugar. Em 1991, agora na categoria sênior, competiu no Nacional Húngaro, em cuja edição saiu-se campeão do concurso geral. Nesse mesmo ano, representou seu país pela primeira vez em um Campeonato Mundial de Ginástica Artística. Na edição norte-americana de Indianápolis, não conquistou medalhas, embora tivesse disputado as finais do individual geral e da barra fixa. Ao longo de seus quinze anos de carreira, Zoltan alcançou um total de três medalhas em uma edição de Campeonato Europeu disputado - Budapeste 1992 - e duas, na barra fixa, em edições do Campeonato Mundial - Birmingham 1993 e Brisbane 1994. Apesar de participar das Olimpíadas de Barcelona em 1992, dos Jogos de Atlanta em 1996 e das Olimpíadas de Sydney em 2000, o ginasta não conquistou nenhum lugar no pódio, apesar de disputar finais individuais.
Em seu último ano como profissional, o atleta participou de duas competições, das quais saiu sem conquistar medalhas no cavalo com alças. Aposentado da modalidade gímnica, Zoltan tornou-se membro do Cirque du Soleil, que faz shows em Las Vegas, nos Estados Unidos.